# Lukáš Bauer
Lukáš Bauer (* 18. srpna 1977, Ostrov) je český trenér a bývalý reprezentant v běhu na lyžích. V sezóně 2007/08 suverénně vyhrál Tour de Ski i celkové pořadí Světového poháru. Svůj triumf na Tour de Ski pak zopakoval i v sezóně 2009/10. Na ZOH 2006 v Turíně a na MS 2009 v Liberci získal v závodě na 15 km klasicky stříbrnou medaili. Je mistrem České republiky v závodě na 10 km klasicky (2003, 2004) a skiatlonu (2004).
Věnoval se rovněž cyklistice – v roce 1995 startoval ve Špindlerově Mlýně na Mistrovství Evropy MTB v závodě cross country juniorů. V té době se rozhodoval, jestli bude závodit na kole nebo na lyžích.
Manželka Kateřina Bauerová je bývalá reprezentační lyžařka, mají spolu syna Matyáše a dceru Anetu. Bauer je zetěm bývalé běžkyně na lyžích Heleny Balatkové-Šikolové, která získala roku 1972 na ZOH v Sapporu bronzovou medaili. Společně žijí v Božím Daru, kde je Bauer zastupitelem.

## Juniorská léta
Se sportem začal v devíti letech v klubu TJ Škoda Ostrov. O pět let později, v roce 1991, přestoupil do LK Mattoni Karlovy Vary, kde jej začal trénovat Miroslav Petrásek, pozdější dlouholetý trenér reprezentačního týmu běžců na lyžích. V roce 1995 poprvé triumfoval na republikových závodech, o rok později se stal dvojnásobným juniorským mistrem republiky. Nominoval se tak na juniorské MS v Asiagu v Itálii, kde bylo jeho nejlepším výsledkem 17. místo v závodě na 10 km klasicky. V roce 1997 získal další dva juniorské republikové tituly. Na MS juniorů v kanadském Canmore vybojoval stříbrnou medaili v závodě na 30 km volně. Poprvé také startoval na MS dospělých, v norském Trondheimu skončil na 47. místě v závodu na 10 km klasicky, štafetě na 4×10 km však pomohl k osmému místu.

## Závodnická kariéra

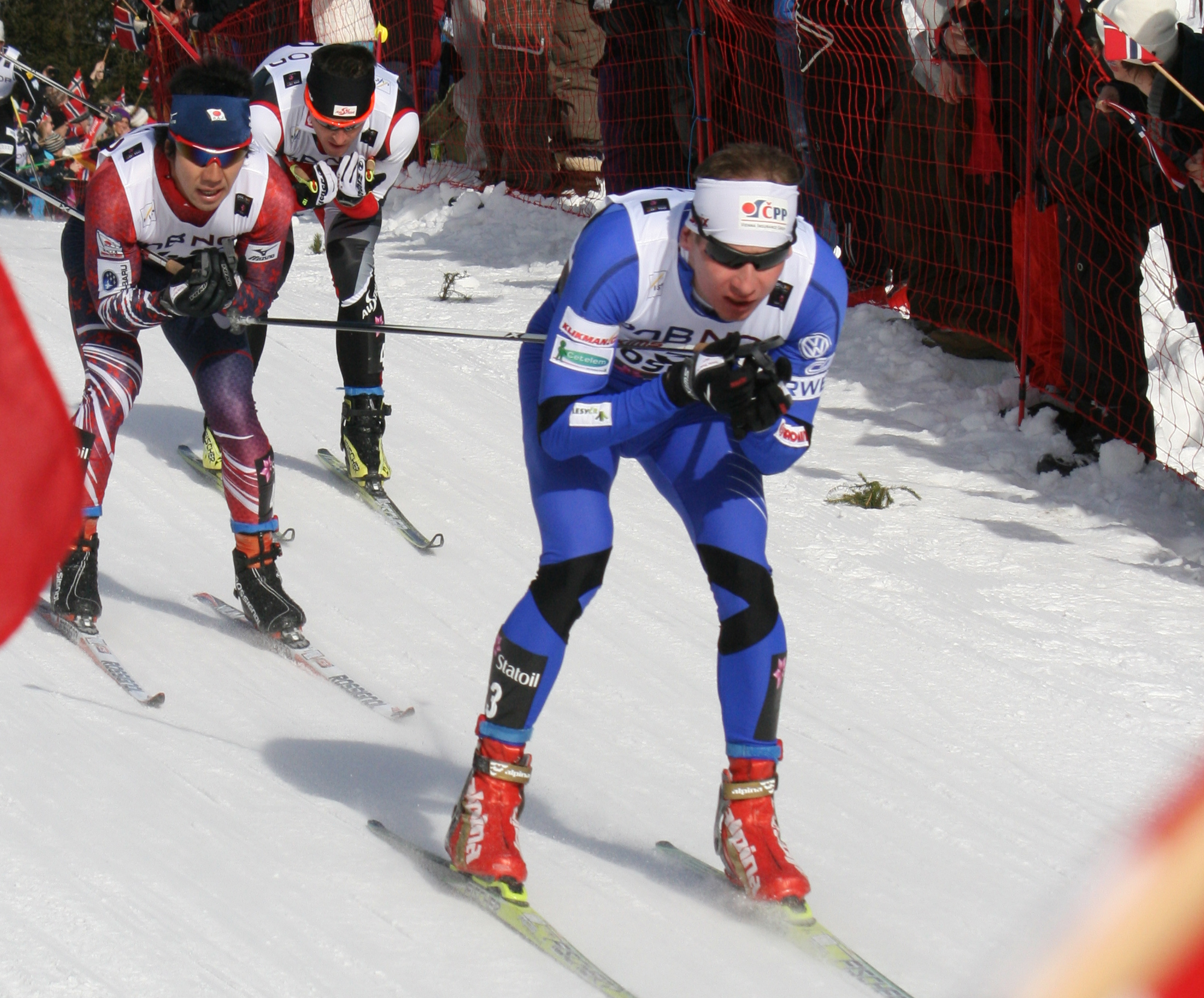
Lukáš Bauer na mistrovství světa FIS 2011 v Oslu.

### Začátky ve Světovém poháru
Do závodu Světového poháru poprvé nastoupil 13. prosince 1997, kdy se v italském Val di Fiemme účastnil běhu na 10 km klasicky. Doběhl na nebodovaném 54. místě. Do konce zimní sezóny nastoupil do závodu Světového poháru ještě několikrát, ani jednou však neskončil na bodovaných příčkách. Díky úspěšným startům v závodech FIS nižší kategorie byl však nominován na Zimní olympijské hry 1998 v japonském Naganu.

### ZOH 1998 v Naganu
Při prvním startu obsadil 33. místo v závodě na 30 km klasicky. V závodě na 10 km klasicky doběhl na 45. místě, ve stíhacím závodě na 15 km volně, kam se startovalo s odstupy dle výsledků závodu na 10 km klasicky, si polepšil na 32. místo. Se štafetou skončil na 15. místě.

### Mezi Naganem a Salt Lake City
Prvního bodovaného umístění ve Světovém poháru dosáhl 9. ledna 1999 v domácím závodě v Novém Městě na Moravě, kde na trati 15 km klasicky doběhl na 25. místě. Na Mistrovství světa 1999 v rakouském Ramsau se už dokázal prosadit do první dvacítky – v závodě na 10 km klasicky doběhl na 20. místě, v následném stíhacím závodě na 15 km volně si dokonce polepšil o několik příček na solidní 13. místo. O dva roky později, na Mistrovství světa 2001 ve finském Lahti si pohoršil, když v závodě na 15 km klasicky doběhl 22. a v následné stíhačce si polepšil jen na 17. místo. V závodě na 30 km klasicky skončil 26., v závodě na 50 km volně 27.
Ve Světovém poháru dlouho čekal na umístění v první desítce. Toho se dočkal až 25. listopadu 2001 ve finském Kuopiu, kde skončil čtvrtý na 10 km volně.

### ZOH 2002 v Salt Lake City
Na Zimních olympijských hrách 2002 v americkém Salt Lake City zahájil svou účast 6. místem v závodě na 30 km volně s hromadným startem (doběhl sice sedmý, ale vítězný Johann Mühlegg byl později diskvalifikován kvůli dopingu). Ve skiatlonu na 20 km (10 km klasicky + 10 km volně) skončil dvanáctý (opět po dodatečné diskvalifikaci vítězného Mühlegga). Ve štafetě na 4×10 km běžel třetí úsek, kde dosáhl nejrychlejšího času ze všech startujících. Štafeta nakonec skončila sedmá. V závěrečném závodě na 50 km klasicky pak doběhl osmý.

### První pódiová umístění v SP
Výsledky ze Salt Lake City jej povzbudily a výsledkem byla dvě čtvrtá místa z individuálních závodů v Lahti a Falunu a mezi tím dokonce první umístění na stupních vítězů, když 3. března 2002 dojeli ve finském Lahti s Martinem Koukalem ve sprintu dvojic třetí.
V následující sezóně 2002/03 stál již na stupních vítězů hned třikrát. Poprvé to bylo koncem listopadu ve finském Kuusamu, kde skončil druhý v závodě na 15 km klasicky. Dne 18. ledna 2003 se pak doma v Novém Městě na Moravě dočkal svého prvního vítězství ve Světovém poháru, když zvítězil na trati 15 km volně. Druhého v pořadí, Rakušana Christiana Hoffmanna za sebou nechal o půl minuty. V březnu pak ještě přidal další druhé místo ve finském Lahti, opět na 15 km volně. V celkovém pořadí Světového poháru poprvé pronikl do první desítky, když skončil na výborném 5. místě. Mistrovství světa v italském Val di Fiemme mu však nevyšlo podle představ. Na 15 km klasicky skončil sedmnáctý, ve skiatlonu na 2×10 km dvacátý. Po průběhu sezóny pro něj tyto výsledky byly značným zklamáním.
V následující sezóně byla jeho nejlepším výsledkem ve Světovém poháru dvě třetí místa z Oberstdorfu a Osla, v celkovém pořadí si také pohoršil, skončil jedenáctý.
V sezóně 2004/05 skončil v celkovém pořadí ještě o příčku níže (dvanáctý), ale hned ve dvou závodech vystoupal na stupeň nejvyšší. Pro první vítězství si doběhl v lednu v italském na olympijských tratích v Pragelatu ve skiatlonu na 2×15 km, pro druhé pak začátkem března ve finském Lahti na trati 15 km volně. Na mistrovství světa v německém Oberstdorfu se medaile opět nedočkal, ale 5. místo v závodě na 15 km volně bylo jeho doposud nejlepším výsledkem na šampionátech. Ve skiatlonu na 2×15 km skončil 34., se štafetou pak osmý.
Následující sezóna byla olympijská. Před olympijskými hrami v Turíně si držel dobrou formu, ve Světovém poháru mezi Vánocemi 2005 a začátkem olympiády vybojoval dvě druhá místa v individuálních závodech a jedno čtvrté místo ve štafetě.

### ZOH 2006 v Turíně – konečně velká medaile
Zimní olympijské hry 2006 v italském Turíně zahájil 10. místem ve skiatlonu na 2×15 km. To bylo trochu zklamáním, neboť před rokem zde právě na této trati vyhrál závod Světového poháru. Bauer se dlouho pohyboval na špici závodu, pole se mu však roztrhat nepodařilo a ve finiši mu pak chyběly síly.
Vše si však vynahradil na své oblíbené trati 15 km klasicky. Rychlejší než on byl pouze Estonec Andrus Veerpalu, který vynechal úvodní skiatlon. Pro Bauera to byla první velká medaile, jeho stříbro bylo zároveň první mužskou individuální běžeckou medailí pro Česko (či Československo) v olympijské historii. Až za ním skončil vedoucí muž světového poháru Tobias Angerer z Německa, který se musel spokojit s bronzem.
Svůj medailový závod okomentoval: „Jasné to nebylo až do cíle, ale věřit jsem začal při nájezdu do druhého kola. V tom prvním jsem se snažil jet opatrně, věřil jsem, že mi v závěru nedojdou síly. Když jsem dojel do cíle, hned jsem se díval na tabuli, jestli jsem před Ročevem nebo ne. Vyšlo to a pak už zbýval jenom Angerer. I ten naštěstí zůstal za mnou. Byl to napínavý závod, do poslední chvíle.“
Se štafetou skončil v závodě na 4×10 km až devátý, když manažer týmu nahlásil omylem špatnou sestavu a místo Milana Šperla musel nastoupit na poslední úsek původní náhradník – sprinter Dušan Kožíšek. Bauer běžel druhý úsek a předával štafetu dokonce na prvním místě, Jiří Magál předával po třetím úseku ještě na třetím místě, ale Kožíšek se v pořadí propadal a doběhl do cíle až na deváté příčce.
V závěrečném závodě na 50 km s hromadným startem skončil na 16. místě, když v průběhu závodu dvakrát upadl.

### Příprava s Němci a zdravotní problémy
Po olympijské sezóně se rozhodl změnit způsob přípravy a v létě a na podzim trénoval s německými reprezentanty, například René Sommerfeldtem. Stejný způsob přípravy pak volil i v následujících letech.
Sezónu 2006/07 začal čtvrtým místem na 15 km volně a třetím místem ve štafetě ve švédském Gällivare. Začátkem prosince jej však postihlo silné nachlazení, ke kterému se přidal zánět krčních mandlí. Bauer se musel léčit antibiotiky a na několik týdnů vypadl z přípravy. Vynechat musel i úvodní ročník Tour de Ski. Po Vánocích se zdálo, že nemoc ustoupila a Bauer začal znovu trénovat, na přelomu roku se však jeho stav znovu zhoršil a musel opět nasadit antibiotika. Do Světového poháru se tak vrátil až začátkem února ve švýcarském Davosu. Na Mistrovství světa 2007 v japonském Sapporu se však připravit stihl. V úvodním skiatlonu na 2×15 km, skončil sedmý, když dva kilometry před cílem zlomil hůlku a ztratil kontakt na čelo závodu. Následující závod na 15 km volně vynechal a nastoupil až do štafety, která skončila osmá. V závěrečném závodě na 50 km klasicky s hromadným startem se od začátku pohyboval na čele. Pět kilometrů před cílem nastoupil a podařilo se mu roztrhat pole, vedoucí skupina se zúžila na pět závodníků. V závěru však měl nejméně sil a dojel tak z čelní skupiny poslední, na 5. místě. V celkovém pořadí Světového poháru skončil kvůli dlouhému výpadku až na 37. místě.
Po sezóně podstoupil dvě operace. Nejprve v dubnu odstranění krčních mandlí, kvůli kterým promarodil velkou část závodní sezóny, v červnu pak artroskopii kolene.

### Vládcem bílé stopy
Po prodělaných operacích neměl Bauer natrénováno tolik jako v předchozích letech a netušil, co může čekat, ale před začátkem sezóny se cítil dobře. Do Světového poháru vstoupil druhým místem v závodě na 15 km volně v norském Beitostølenu. O týden později vyhrál ve finském Kuusamu závod na 15 km klasicky a ujal se vedení v celkovém pořadí.
Ve švýcarském Davosu dojel na 15 km klasicky čtvrtý a v celkovém pořadí Světového poháru jej předstihl Axel Teichmann z Německa, ovšem štafetě pomohl k historicky prvnímu vítězství ve Světovém poháru. Štafetu na 4×10 km rozbíhal Martin Jakš a předával Bauerovi ve vedoucí skupině na čtvrtém místě. Ten se na druhém úseku držel bezpečně v čelní skupině a předával rovněž čtvrtý. Na třetím úseku běžel Milan Šperl, který předával finišmanovi Martinu Koukalovi štafetu na třetí pozici, s odstupem 2,5 sekundy na vedoucí Italy. Koukal předvedl skvělý finiš, o českém prvenství před Italy nakonec rozhodla cílová fotografie.
Další závody SP v ruském Rybinsku vynechal a soustředil se na Tour de Ski, která v roce, kdy se nekonalo mistrovství světa ani olympijské hry, představovala pro lyžaře hlavní vrchol sezóny. Hned úvod Tour ukázal, že Bauer je ve velké formě. V Novém Městě na Moravě vyhrál úvodní prolog na 4,5 km klasicky, v následném stíhacím závodě na 15 km volně pak doslova převálcoval konkurenci, když druhý v pořadí, Švéd Marcus Hellner, na něj ztratil 47 sekund. Bauer již nezakrýval ambice vyhrát celou Tour. Ve sprintu na Pražském hradě však skončil až na 45. místě a vedení v Tour přebral Nor Østensen. Bauer klesl na druhé místo se ztrátou 12,1 sekundy. Po návratu do Nového Města však Bauer opět dominoval, ve stíhacím závodě na 15 km volně nenašel přemožitele a vrátil se do čela Tour. Po vítězství v následujícím intervalovém závodě na 15 km klasicky stoupl Bauerův náskok na čele Tour již na více než dvě minuty. Ve sprintu v italském Asiagu sice skončil opět až na 42. příčce, stále však držel vedení s bezpečným náskokem 1:17,1 minuty na druhého Nora Gjerdalena. V předposledním závodě na 20 km klasicky s hromadným startem ve Val di Fiemme dojel sedmý jen s několikasekundovým odstupem na vítěze a díky vítězství ve třech bodovaných sprintech zvýšil svůj náskok na čele Tour o další půlminutu na 1:49,8 minuty. V závěrečném stíhacím závodě na 10 km volně se stoupáním do sjezdovky v Alpe Cermis již své vedení bez problémů udržel, dokonce jej ještě navýšil. Druhý v celkovém pořadí Tour, Němec René Sommerfeldt, nakonec dojel do cíle s propastnou ztrátou 2:47,3 minuty.
Po svém triumfu na Tour prohlásil: „Byla to pro mě hlavní motivace a jsem za to šťastný. Možná to nevypadalo, ale také jsem byl strašně unavený. Na sjezdovce jsem s každým metrem bojoval s myšlenkou otočit to dolů.“
Vítězství v Tour ho také vyneslo zpět do čela celkového pořadí Světového poháru, s náskokem celých 301 bodů před druhým Norem Hetlandem. Následující závody SP v Kanadě sice kvůli nemoci vynechal, jeho náskok se však snížil jen o necelých sto bodů. Do SP se vrátil ve velkém stylu, když vyhrál závod na 15 km klasicky v estonském Otepää. Když ve zkrácené generálce na MS v Liberci (11,4 km volně) dojel druhý, bylo jasné, že historické prvenství v celkovém hodnocení Světového poháru nemusí být žádnou utopií. Bauer si i nadále držel výtečnou formu. Ve švédském Falunu vyhrál skiatlon na 2×15 km a štafetě pomohl ke 3. místu, ve finském Lahti vyhrál 15 km klasicky a v norském Holmenkollenu dojel na 50 km klasicky s hromadným startem druhý. Před závěrečnými závody v italském Bormiu měl již jistotu celkového prvenství ve Světovém poháru. V Bormiu ještě přidal dvě druhá místa v závodě na 20 km klasicky s hromadným startem a ve stíhacím závodě na 15 km volně. Pak už mohl zvednout nad hlavu velký křišťálový glóbus pro vítěze Světového poháru. K tomu ještě přidal malý glóbus za vítězství v celkovém hodnocení distančních závodů. Celkové hodnocení Světového poháru vyhrál před druhým René Sommerfeldtem s rekordním náskokem 633 bodů.
Po sezóně získal ještě další ocenění, když vyhrál tradiční anketu Král bílé stopy o nejlepšího českého lyžaře sezóny.

### Další zdravotní problémy, stříbro z MS v Liberci
Další sezóna nebyla zdaleka tak vydařená. Před Vánocemi vybojoval pouze jedno druhé místo v závodě na 15 km klasicky ve finském Kuusamu, jinak měl k medailovým příčkám daleko. Na Tour de Ski se potýkal se zánětem průdušek a skončil v celkovém hodnocení až desátý (původně jedenáctý, ale devátý muž v pořadí, Rus Jevgenij Dementěv, byl později vyřazen z pořadí kvůli prokázanému dopingu). To také znamenalo konec nadějí na obhajobu celkového vítězství ve Světovém poháru. V druhé polovině ledna vyhrál závod na 15 km klasicky ve estonském Otepää. Pak jej však opět začaly trápit průdušky, musel omezit přípravu a nasadit antibiotika.
Na mistrovství světa v Liberci získal hned v prvním závodě, běhu na 15 km klasicky, stříbrnou medaili. Ještě na mezičase kilometr před cílem vedl, lepší finiš však měl stejně jako na ZOH 2006 v Turíně Estonec Andrus Veerpalu. Bauerova ztráta v cíli činila 6,3 sekundy.
Po závodě prohlásil: „Andrus měl v závěru víc sil, je zkušenější. Ten poslední kilometr byl hodně náročný. Už jsem neustál ten jeho nástup. Jsem mrtvý, ale šťastný.“
V dalších závodech MS se již neprosadil. Ve skiatlonu skončil na 25. pozici, se štafetou dvanáctý (předposlední) a do závěrečného maratónu na 50 km volně už ani nenastoupil.
Ani v závěru sezóny nezářil a ve Světovém poháru skončil v celkovém pořadí devátý.

### Druhé vítězství na Tour de Ski a dvě medaile z Vancouveru
V říjnu 2009, krátce před začátkem olympijské sezóny, ulehl s chřipkou. Kvůli nedostatku tréninku vynechal úvodní závody Světového poháru v Norsku. Nastoupil až o týden později ve finském Kuusamu do závodu na 15 km klasicky, kde dojel devátý. Na start následujících závodů ve švýcarském Davosu jej nepustil zánět nosohltanu. O Vánocích už byl ale zdráv a v plném tréninku.
Tour de Ski zahájil 7. místem v novoročním prologu na 3,7 km volně v německém Oberhofu. V následném stíhacím závodě na 15 km klasicky si polepšil na celkové 4. místo. V klasickém sprintu skončil na 43. místě, což znamenalo pád 14. místo celkového pořadí. Na vedoucího Nora Pettera Northuga ztrácel 1:09 minuty. Ve sprintu volnou technikou v Praze skončil až šedesátý, v celkovém pořadí klesl o další čtyři příčky a ztráta na vítěze sprintu a nového lídra Tour Emila Jönssona ze Švédska narostla na téměř dvě minuty. Jönsson ovšem v Tour dále nepokračoval, dal přednost přípravě na olympiádu. Následoval stíhací závod na 36 km volně z Cortiny d'Ampezzo do Toblachu. Bauer dojel na 15. místě, ale především stáhl ztrátu na čelo, kde se vedení opět ujal Nor Petter Northug, na 39,3 sekundy. V Toblachu skončil v závodě na 10 km klasicky s intervalovým startem druhý a v celkovém pořadí si polepšil již na 7. místo, ze ztráty na vedoucího Northuga umazal dalších 5 sekund. Vynikající výkon podal v předposledním závodě na 20 km klasicky s hromadným startem ve Val di Fiemme, když vyhrál o půl minuty před lídrem celkového pořadí Northugem. Společně se utrhli zbytku pole a na 14. kilometru setřásl Bauer i Nora. Po započtení bonifikací z prémiových sprintů to pro Bauera znamenalo posun na druhou příčku celkového pořadí se ztrátou 8,3 sekundy na vedoucího Northuga a s velkým náskokem 1:22 minuty před třetím Axelem Teichmannem z Německa. V závěrečném stíhacím závodě na 10 km klasicky se stoupáním do sjezdovky v Alpe Cermis nedal Bauer doposud vedoucímu Northugovi šanci, v prudkém stoupání zhruba 3 km před cílem se od něj utrhl a dojel si pro svůj druhý celkový triumf v Tour de Ski. Nor v závěru zcela odpadl, uhájil sice druhé místo, ale na vítězného Bauera ztratil 1:16,4 minuty.
Na otázku novinářů, zda jdou srovnat oba jeho triumfy na Tour de Ski, odpověděl: „Pokaždé to bylo vítězství, ale letos jsem šel zezadu, protože jsem věděl, že byly problémy. Přesto jsem byl přesvědčený, že to bude den ode dne lepší. Ale mohl jsem jen překvapit. Předtím jsem vyhrál prolog a od začátku jsem měl vedoucí číslo. V něčem to bylo letos lepší, v něčem těžší, ale ten konec byl stejnej – perfektně zajetý poslední dvě etapy. A radost je stejně velká.“
Týden po Tour de Ski vyhrál závod na 15 km klasicky v estonském Otepää, kde triumfoval již třetí rok po sobě.
Úvodním závodem pro běžce na lyžích na Zimních olympijských hrách 2010 v kanadském Vancouveru bylo 15 km volnou technikou. Bauer vybojoval bronzovou medaili, když byl na trati o pouhých 1,5 sekundy rychlejší než Švéd Marcus Hellner. Suverénním vítězem závodu byl Švýcar Dario Cologna, druhý Ital Pietro Piller-Cottrer ztratil 24,6 sekundy, třetí Bauer 35,7 sekundy.
Ve skiatlonu na 2×15 km skončil sedmý, v útoku na další medaili ho zbrdil pád kolo před cílem.
Štafetě na 4×10 km pomohl k bronzové medaili. Na prvním úseku běžící Martin Jakš předával Bauerovi štafetu na 9. místě se ztrátou 26,8 sekundy na čelo. Bauer ztrátu smazal ještě před polovinou svého úseku a byl i u toho, když se pole rozhodujícím způsobem roztrhalo. Předával na druhém místě se ztrátou 5,7 sekundy na vedoucí Švédy, těsně před Francouzi. Čtvrté Německo už ovšem ztrácelo skoro půl minuty. Vedoucí trojice se brzy sjela a udržovala odstup od zbytku pole. Jiří Magál předával finišmanovi Martinu Koukalovi na třetím místě se ztrátou 5,3 sekundy na vedoucí Švédy, odstup vedoucí trojice od dalších štafet byl více než půlminutový. Zdálo se, že do bojů o medaile již nikdo další nemůže zasáhnout, ale zezadu se začal přibližovat Nor Petter Northug. Marcus Hellner se necelé tři kilometry před cílem utrhl a dojel Švédům pro zlato, stříbro nakonec vybojovalo zásluhou výborně finišujícího Northuga Norsko. Koukal ovšem v závěru přesprintoval Francouze Emmanuela Jonniera a vybojoval Česku bronz.
Závod na 50 km klasicky s hromadným startem měl být pro Bauera vrcholem olympiády, ovšem neměl pro něj ideální průběh. Pole se nikomu nepodařilo roztrhat a tak do finiše přijela velká skupina 14 závodníků. Bauer nikdy nepatřil mezi skvělé sprintery a v závěru nestačil, dojel dvanáctý.
Závěr Světového poháru ovládl Nor Petter Northug. Bauer uhájil druhé místo v celkovém pořadí, k čemuž mu pomohlo i 2. místo ve skiatlonu ve finském Lahti a 3. místo ze skiatlonu ve švédském Falunu (součást Finále SP).
V anketě Král bílé stopy o nejlepšího českého lyžaře sezóny jej poněkud překvapivě porazila alpská lyžařka Šárka Záhrobská.

## Výsledky
Poznámka: u MS jsou uvedena umístění do 10. místa v individuálních závodech, případně do 5. místa ve štafetě, ve Světovém poháru pak (s výjimkou celkového pořadí) pouze pódiová umístění (do 3. místa)

### Olympijské hry
1998 –  Nagano – 32. místo 25 km stíhací závod, 33. místo 30 km klasicky, 45. místo 10 km klasicky
2002 –  Salt Lake City – 6. místo 30 km volně hromadný start, 7. místo štafeta 4×10 km, 8. místo 50 km klasicky, 12. místo skiatlon
2006 –  Turín –  2. místo 15 km klasicky, 9. místo štafeta 4×10 km, 10. místo skiatlon, 16. místo 50 km volně hromadný start
2010 –  Vancouver –  3. místo 15 km volně,  3. místo štafeta 4×10 km, 7. místo skiatlon, 12. místo 50 km klasicky hromadný start
2014 –  Soči – 5. místo 15 km klasicky, 8. místo štafeta 4×10 km, 31. místo 50 km volně hromadný start

### Mistrovství světa
2005 –  Oberstdorf – 5. místo, 15 km volně
2007 –  Sapporo – 7. místo, 2×15 km skiatlon
2007 –  Sapporo – 5. místo, 50 km klasicky hromadný start
2009 –  Liberec  2. místo, 15 km klasicky
2011 –  Oslo – 7. místo, 15 km klasicky
2015 –  Falun – 7. místo, 15 km volně
2015 –  Falun –  2. místo, 50 km klasicky hromadný start

### Světový pohár

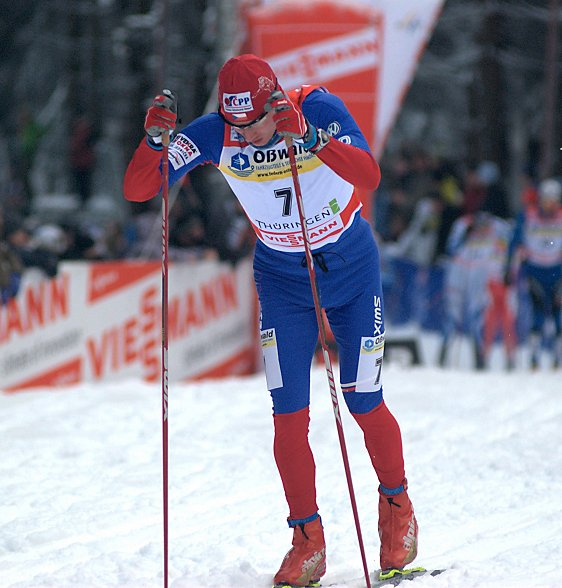
Lukáš Bauer na Tour de Ski 2009/10

Světový pohár – celkové pořadí
1998/99 – 42. místo
1999/00 – 61. místo
2000/01 – 70. místo
2001/02 – 11. místo
2002/03 – 5. místo
2003/04 – 11. místo
2004/05 – 12. místo
2005/06 – 20. místo
2006/07 – 37. místo
2007/08 –  1. místo
2008/09 – 9. místo
2009/10 –  2. místo
2010/11 – 4. místo
2011/12 – 13. místo
2011/12 – 12. místo
Tour de Ski – celkové pořadí
2007/08 –  1. místo
2009/10 –  1. místo
2010/11 –  3. místo
Závody Světového poháru
2002 –  Lahti,  3. místo, sprint dvojic volně
2002 –  Kuusamo,  2. místo, 15 km klasicky
2003 –  Nové Město,  1. místo, 15 km volně
2003 –  Lahti,  2. místo, 15 km volně
2004 –  Oberstdorf,  3. místo, 2×15 km skiatlon
2004 –  Oslo,  3. místo, 50 km volně
2005 –  Pragelato,  1. místo, 2×15 km skiatlon
2005 –  Lahti,  1. místo, 15 km volně
2005 –  Nové Město,  2. místo, 15 km volně
2006 –  Otepää,  2. místo, 15 km klasicky
2006 –  Gällivare,  3. místo, štafeta 4×10 km
2007 –  Beitostølen,  2. místo, 15 km volně
2007 –  Kuusamo,  1. místo, 15 km klasicky
2007 –  Davos,  1. místo, štafeta 4×10 km
2008 –  Otepää,  1. místo, 15 km klasicky
2008 –  Liberec,  2. místo, 11,4 km volně
2008 –  Falun,  1. místo, 30 km skiatlon
2008 –  Falun,  3. místo, štafeta 4×10 km
2008 –  Lahti,  1. místo, 15 km klasicky
2008 –  Oslo,  2. místo, 50 km volně
2008 –  Bormio,  2. místo, 15 km skiatlon
2008 –  Kuusamo,  2. místo, 15 km klasicky
2009 –  Otepää,  1. místo, 15 km klasicky
2010 –  Otepää,  1. místo, 15 km klasicky
2010 –  Lahti,  2. místo, 30 km skiatlon
2010 –  Davos,  3. místo, 15 km klasicky
2011 –  Davos,  3. místo, 30 km volně
2012 –  Otepää,  2. místo, 15 km klasicky
2013 –  La Clusaz,  3. místo, štafeta 4×7,5 km
Etapy závodů Světového poháru
2007 –  Nové Město,  1. místo, 4,5 km klasicky (Tour de Ski)
2007 –  Nové Město,  2. místo, 15 km volně stíhací závod (Tour de Ski)
2008 –  Nové Město,  1. místo, 15 km klasicky (Tour de Ski)
2010 –  Cortina-Toblach,  2. místo, 10 km klasicky (Tour de Ski)
2010 –  Val di Fiemme,  1. místo, 20 km klasicky hromadný start (Tour de Ski)
2010 –  Val di Fiemme,  1. místo, 10 km volně stíhací závod (Tour de Ski)
2010 –  Falun,  3. místo, 20 km stíhací závod (Finále SP)
2010 –  Kuusamo,  1. místo, 15 km volně stíhací závod (Ruka Triple)
2011 –  Val di Fiemme,  1. místo, 9 km volně stíhací závod (Tour de Ski)
2011 –  Falun,  3. místo, 15 km volně stíhací závod (Finále SP)
2013 –  Kuusamo,  1. místo, 10 km klasicky (Ruka Triple)